# Via Nova (Aventino)
La Via Nova (via Nuova) era una strada della XII regione augustea dell'antica Roma, che correva parallela al primo tratto della Via Appia lungo le pendici del piccolo Aventino e garantiva l'accesso al grandioso complesso delle Terme di Caracalla.
È citata nei Cataloghi regionari.
Nell'antica Roma vi era anche la Via Nova che correva parallela alla Via Sacra alle pendici settentrionali del Palatino.

## Storia
La via fu realizzata dall'imperatore Caracalla per garantire l'accesso alle terme da lui completate nel 216 d.C. (probabilmente la costruzione delle terme e della via era stata avviata da suo padre Settimio Severo nel 206 d.C.).

## Descrizione
La Via nova era un'ampia strada, probabilmente alberata.
Correva parallela alla Via Appia lungo la facciata delle terme di Caracalla ed era in asse con l'ingresso principale del Circo Massimo. Dopo le terme si riuniva alla Via Appia nel punto in cui dipartiva la Via Latina.
Compare sulla lastra Stanford # 1abcde della forma Urbis Severiana, da dove si desume che aveva un'ampiezza di circa 30 metri (la Via Appia era ampia solo un terzo di questa via).
La Via Nova è citata in un'iscrizione cristiana.